# Serramazzoni
Serramazzoni (emilián nyelven La Sèra) község Olaszország Emilia-Romagna régiójában, Modena megyében. A település Bolognától 45 km-re nyugatra, Modenától 30 km-re délnyugatra található. Először 1327-ben említik, Serra de Legorzano néven.
13 körzetből áll: Faeto, Ligorzano, Monfestino, Montagnana, Pazzano, Pompeano, Rocca Santa Maria, Riccò, San Dalmazio, Selva, Stella, Valle és Varana.
A település futballcsapatában játszott gyermekkorában Luca Toni, mielőtt a Modenaba igazolt.